# Daan Huisman
Daan Huisman (Arnhem, 26 juli 2002) is een Nederlands voetballer die als middenvelder speelt.

## Carrière
Daan Huisman speelde in de jeugd van RKHVV en Vitesse, waar trainer Edward Sturing hem tijdens de winterstop van het seizoen 2020/21 bij de selectie van het eerste elftal liet aansluiten tijdens een trainingskamp in Portugal. In de zomer van 2020 tekende hij er zijn eerste profcontract tot medio 2022. Zijn debuut namens Vitesse maakte hij op 19 september 2020, in een met 2-0 gewonnen thuiswedstrijd tegen Sparta Rotterdam. Hij kwam in de 90+2e minuut in het veld voor Loïs Openda.
Op 22 december 2020 werd het contract bij Vitesse verlengd tot 2023. Op 25 november 2021 bekroonde de Huissenaar zijn eerste basisplaats in een Europees duel met een goal in een uitduel bij Stade Rennais (3-3) voor de UEFA Europa Conference League. Eind augustus 2022, op de laatste dag van de transferwindow, werd hij verhuurd aan VVV-Venlo. Op 9 september 2022 scoorde Huisman er zijn eerste competitiedoelpunt in een met 5-3 verloren uitwedstrijd bij Heracles Almelo. De huurling veroverde bij VVV direct een basisplaats en kreeg aanvankelijk complimenten. Maar na de jaarwisseling volgde een dip, met even een plek op de reservebank en een blessure. Op 31 maart 2023 maakte Vitesse bekend dat de optie in zijn aflopende contract werd gelicht, waardoor Huisman nog een jaar onder contract zou staan bij de Arnhemse club. Op 31 augustus 2023 werd Huisman opnieuw verhuurd, ditmaal tot januari 2024 aan FK Haugesund dat daarbij een optie tot koop bedong.
Zijn verblijf in Noorwegen was geen succes en van korte duur. Huisman kon er geen vaste basisplaats afdwingen. Haugesund besloot de optie in zijn contract niet te lichten, zodat hij weer terugkeerde naar Vitesse. Zijn aflopende contract daar werd niet verlengd. Na een proefperiode bij Excelsior tekende de transfervrije middenvelder in augustus 2024 een tweejarig contract bij FC Eindhoven. Met ingang van het seizoen 2025/26 werd Huisman verkozen tot nieuwe aanvoerder van de blauwwitten.

## Clubstatistieken
| Seizoen                                | Club           | Competitie     | Competitie | Competitie | Beker | Beker | Continentaal1 | Continentaal1 | Play-offs | Play-offs | Totaal | Totaal |
| Seizoen                                | Club           | Competitie     | Wed.       | Dlp.       | Wed.  | Dlp.  | Wed.          | Dlp.          | Wed.      | Dlp.      | Wed.   | Dlp.   |
| -------------------------------------- | -------------- | -------------- | ---------- | ---------- | ----- | ----- | ------------- | ------------- | --------- | --------- | ------ | ------ |
| 2020/21                                | Vitesse        | Eredivisie     | 20         | 0          | 3     | 0     | —             | —             | —         | —         | 23     | 0      |
| 2021/22                                | Vitesse        | Eredivisie     | 21         | 0          | 2     | 1     | 5             | 2             | 4         | 0         | 32     | 3      |
| 2022/23                                | Vitesse        | Eredivisie     | 2          | 0          | 0     | 0     | —             | —             | —         | —         | 2      | 0      |
| 2022/23                                | → VVV-Venlo    | Eerste divisie | 32         | 4          | 1     | 1     | —             | —             | 4         | 0         | 37     | 5      |
| 2023/24                                | Vitesse        | Eredivisie     | 1          | 0          | 0     | 0     | —             | —             | —         | —         | 1      | 0      |
| 2023/24                                | → FK Haugesund | Eliteserien    | 10         | 0          | 0     | 0     | —             | —             | —         | —         | 10     | 0      |
| 2024/25                                | FC Eindhoven   | Eerste divisie | 35         | 2          | 2     | 2     | —             | —             | —         | —         | 37     | 4      |
| 2025/26                                | FC Eindhoven   | Eerste divisie | 1          | 0          | 0     | 0     | —             | —             | —         | —         | 1      | 0      |
| Totaal                                 | Totaal         | Totaal         | 122        | 6          | 8     | 4     | 5             | 2             | 8         | 0         | 143    | 12     |
| Bijgewerkt tot en met 14 augustus 2025 |                |                |            |            |       |       |               |               |           |           |        |        |

1Continentale officiële wedstrijden, te weten de UEFA Conference League